# Halsskovfærgen
Halsskovfærgen er en dansk dokumentarisk optagelse fra 1956.

## Handling
Storebæltsfærgen M/F Halsskov bygges i 1956 på Helsingør Værft. Færgen sættes ind på Nyborg-Korsør overfarten i 1956, men flyttes året efter til Halskov-Knudshoved, da færgelejerne er færdige. Den sejler på åbningsdagen 28. maj 1957. Der er også optagelser af andre storebæltsfærger bl.a. "Broen" og "Dronning Ingrid".